# Mazatlán
Mazatlán è una città del Messico occidentale, stato di Sinaloa, affacciata sul Golfo di California. Il comune di Mazatlán confina a nord con il comune di San Ignacio, ad est con lo Stato di Durango, a sud con il comune di Rosario e ad ovest con il Golfo della California.
Il nome viene dal Nahuatl "Mazatl e Aztlan", e significa "luogo del cervo". È stata elegantemente soprannominata "La perla del Pacifico".

## Amministrazione

### Gemellaggi
- Hamm, dal 1978[1]